# Maria de Wilde

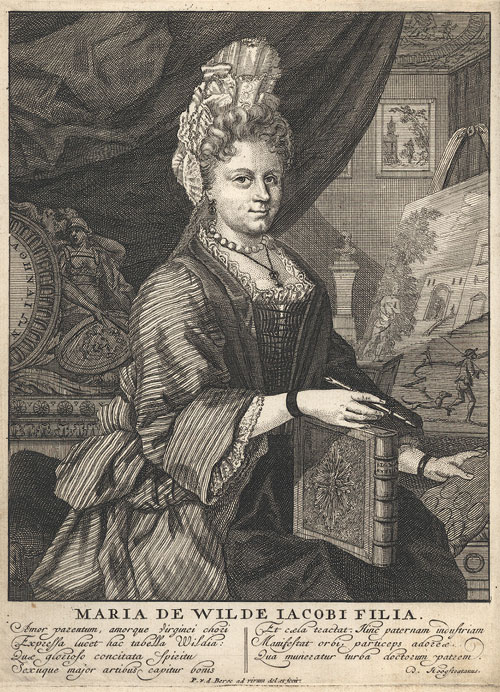
Maria de Wilde

Maria de Wilde (geboren 7. Januar 1682 in Amsterdam; begraben 11. April 1729 ebenda) war eine niederländische Zeichnerin und Dichterin.

## Leben und Werk

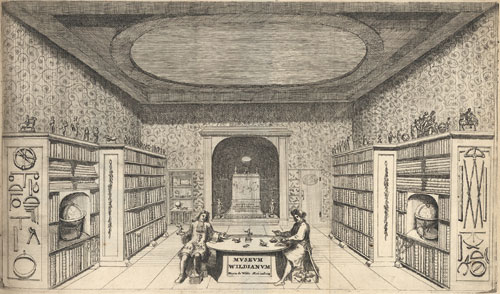
Besuch Zar Peter der Große bei Jacob de Wilde

Maria de Wilde wurde am 7. Januar 1682 in Amsterdam als Tochter des Chefkommissares der Amsterdamer Admiralität Jacob de Wilde (1645–1721) und Hendrina Veen (1658–1710) geboren. Sie hatte sieben Geschwister, von denen zwei früh starben. Ihre Eltern waren wohlhabend und ihr Vater mietete 1682 ein Haus in der Keizersgracht, gegenüber dem Theater, welches er 1708 mit zwei weiteren angrenzenden Grundstücken kaufte. Bereits vor 1713 erhielten die Kinder jeweils einen Erbvorschuss der zusammen mehr als 100.000 Gulden ausmachte. Weitere 9.000 erhielt sie zur Hochzeit. Diese fand am 20. Februar 1710 in Amsterdam statt, als sie Gijsbert de Lange (1677–1758?) einen Kommandanten und Kapitän der Amsterdamer Admiralität heiratete. Aus dieser Ehe gingen zwei Kinder hervor, von denen die Tochter das Erwachsenenalter erreichte.
Durch ihre Mutter stammte sie von Jacobus Arminius (1560–1609) ab, auch der väterliche Zweig der Familie bekannte sich zu den remonstrantischen Prinzipien. Johannes Brandt (1660–1708), Pfarrer der Remonstrantengemeinde an der Keizersgracht, war ein Freund der Familie. Er schrieb einige Gedichte, die Informationen über das Leben von Maria de Wilde liefern. Sie war talentiert im Zeichnen, Gravieren und Malen, zeigte auch Talent für Gesang, Cembalo und Poesie. Brandt lobte sie im Alter von siebzehn Jahren für ihr Interesse an der Wissenschaft. Sie verbrachte viel Zeit im Kunstkabinett ihres Vaters, der zudem ein international bekannter Antiquitätensammler war. Von den mehr als siebenhundert Besuchern, die zwischen 1690 und 1720 kamen, um seine Sammlung zu besichtigen, war Zar Peter der Große der berühmteste. Maria hielt seinen ersten Besuch am 13. Dezember 1697 in einem Stich fest, für den sie bekannt wurde. Als sie dem Zaren bei seinem zweiten Besuch am 13. Dezember 1716 eine Kopie des Kupferstichs überreichte, schenkte er ihr wiederum ein Juwel, welches nicht mehr bekannt ist.
Viele wichtige Teile der Sammlung ihres Vaters hielt sie in ihren Radierungen fest. Im Signa antiqua e museo Jacobi de Wilde wurden 1700 von ihren Werken 55 Radierungen ägyptischer, griechischer und römischer Skulpturen veröffentlicht. Dafür erhielt sie viel Anerkennung. Zeitgenossen wie Petrus Francius, Joan Pluimer und Johannes Brandt besangen ihre Talente, ihr Porträt wurde von Pieter van den Berge geätzt und David van Hoogstraten fertigte die Bildunterschrift an. Mit der Gemma selecta antiqua e museo Jacobi de Wilde erschien 1703 ihr zweites Werk mit einer Serie von 188 Radierungen antiker Münzen aus der Sammlung ihres Vaters.
Maria de Wilde hatte auch einige Verehrer, so den deutschen Andreas Lange, der ihre Zeichnungen im Kunstkabinett ihres Vaters am 7. Februar 1705 fand. Er hielt seine Bewunderung für sie in einem Gedicht fest, ebenso wie seine Enttäuschung über ihre Ablehnung. Erst am 20. Februar 1710 ging Maria de Wilde die Ehe mit Gijsbert de Lange ein. In dem Jahr erschien ihre Tragödie Abradates und Panthea, die sie anonym herausgegeben hatte. Später wurde vermutet, es könne sich dabei auch um eine Übersetzung von Panthée handeln, die Tristan l'Hermite 1637 veröffentlicht hatte. Sie kann davon aber auch nur inspiriert worden sein. Auf der Titelseite der Tragödie befindet sich eine Vignette mit den Worten „Sine Pallade Nihil“ (Nichts ohne Pallas), ein Ausspruch, der ihr noch heute zugeschrieben wird.
Nach ihrer Hochzeit hat sie nichts mehr veröffentlicht. Ihr erstes Kind starb kurz nach der Geburt im Jahr 1716. Es wurde namenlos begraben. Ihre Tochter Jacoba Wotrina wurde 1719 geboren und Maria de Wilde starb als sie zehn Jahre alt war. Am 11. April 1729 wurde sie im Chorumgang der Amsterdamer Oude Kerk beigesetzt. Das Grab war ihr bei der Erbteilung ihres Vaters am 11. September 1722 zugefallen.

### Posthume Veröffentlichungen
Im Jahr 1741, dreizehn Jahre nach ihrem Tod, wurde Het swervende portret veröffentlicht. Das Stück trug auf der Titelseite den Namen Maria de Wilde und ihre Vignette mit dem Motto „Sine Pallade Nihil“ ist abgebildet. In dem Stück verliebt sich ein Mann in ein gefundenes Porträt und setzt vorübergehend seine bisherige Beziehung aufs Spiel.
Zur Hochzeit von Jacobus Oosterdijk und Maria Oxfort am 3. Januar 1731 erschien der Ausdruck „Sine Pallade Nihil“ in einem Hochzeitsgedicht. Das Ereignis fand fast zwei Jahre nach ihrem Tod statt und es kann nicht von ihr geschrieben worden sein. Auch zwei weitere Stücke, die auf diesem Satz basieren, wurden ihr zugeschrieben: „Don Domingo Gonzales“ oder „Der Mann im Mond“ und „Der preisgekrönte Boere Rymer“, beide aus dem Jahr 1755. Bei Letzterem handelt es sich angeblich um eine Übersetzung von „Die Poeten nach der Mode van de C.F. geboren 1726“. Obwohl die verwendete Titelvignette die von Maria de Wilde ist, deuten die Rechtschreibfehler im Satz, Sine Palade Nihil bzw. Sine Palade Niehil, auch auf einen anderen Autor hin.